# ماجدا لينيت
ماجدا لينيت (بالبولندية: Magda Linette) مواليد 12 فبراير 1992 في بوزنان، هي لاعبة كرة مضرب بولندية بدأت مسيرتها كمحترفة سنة 2009 تلعب باليد اليمنى وتحتل حالياً المرتبة رقم. 97 (8 فبراير 2016) في تصنيف رابطة محترفات كرة المضرب. أعلى تصنيف لها في الفردي كان المركز الـ 64 في سنة 2015.

## الخط الزمني للأداء
مفتاح
| ف | ن | ن.ن | ر.ن | د# | د.م | ل | أ.أ | ت | غ | ب | ف | ذ | م.خ | ل.ت |

(ف) فاز بالبطولة (ن) وصل النهائي (ن.ن) نصف النهائي (ر.ن) ربع النهائي (د#) الأدوار الأربعة الأولى (د.م) دور المجموعات (ل) شارك في كأس ديفيز (أ.أ) خرج من الأدوار الاولى (ت) خسر التصفيات التأهيلية (غ) غاب عن الحدث أو البطولة (ب) حصل على ميدالية برونزية (ف) حصل على ميدالية فضية (ذ) حصل على ميدالية ذهبية (م.خ) بطولة الماسترز خُفضت إلى مرتبة أقل (ل.ت) البطولة لم تعقد في السنة المعينة.
لتجنب الارتباك وازدواجية الحساب، يتم تحديث هذه المعلومات إما في نهاية البطولة، أو عندما تكون مشاركة اللاعب في البطولة قد انتهت.

### الفردي
| الدورة                        | 2015 | 2016 | م.ف   | ف-خ |
| ----------------------------- | ---- | ---- | ----- | --- |
| بطولة أستراليا المفتوحة للتنس | غ    | د1   | 0 / 1 | 0–1 |
| دورة رولان غاروس الدولية      | د1   |      | 0 / 1 | 0–1 |
| بطولة ويمبلدون                | د1   |      | 0 / 1 | 0–1 |
| أمريكا المفتوحة               | د2   |      | 0 / 1 | 1–1 |
| الإجمالي                      | 1–3  | 0–1  | 0 / 4 | 1–4 |

## روابط خارجية
- ماجدا لينيت على موقع رابطة محترفات التنس (الإنجليزية)
- ماجدا لينيت على موقع الاتحاد الدولي لكرة المضرب (الإنجليزية)
- ماجدا لينيت على موقع كأس بيلي جين كينغ (الإنجليزية)
- ماجدا لينيت على موقع بطولة ويمبلدون (الإنجليزية)
- ماجدا لينيت على موقع خلاصة التنس.كوم (الإنجليزية)
- ماجدا لينيت على موقع إي إس بي إن.كوم (الإنجليزية)
- ماجدا لينيت على موقع اللجنة الأولمبية الدولية (الإنجليزية)
- ماجدا لينيت على موقع أوليمبيديا (الإنجليزية)
- ماجدا لينيت على موقع اللجنة الأولمبية البولندية (مؤرشف) (البولندية)